# Organizzazione economica islamica dell'Iran
L'Organizzazione islamica per l'economia dell'Iran (in persiano سازمان اقتصاد اسلامی ایران‎, precedentemente Banca Islamica dell'Iran ) o semplicemente Organizzazione dell'Economia Islamica è stata la prima istituzione banca islamica per lo sviluppo creata nel 1979 dopo la Rivoluzione Islamica. L'organizzazione agisce come una banca centrale per l'emissione di Qard al-Hasan (fondi di prestito islamici), ed è stata esentata dalla nazionalizzazione dal decreto di Ruhollah Khomeini. La creazione di questa organizzazione ha segnato il primo passo verso l’istituzione di un sistema parallelo nel settore bancario, operante al di fuori della competenza della Banca Centrale dell’Iran. Attualmente supervisiona 1200 dei 2500 fondi di prestito islamici per conto della Banca centrale dell'Iran.

## Storia

### Sfondo
Mir-Muhammad Sadeghi, un membro di spicco di Mo'talefah e sostenitore di Khomeini appartenente alla classe dei Bazaari, svolse un ruolo attivo nella creazione di fondi di prestito islamici sia prima che dopo la rivoluzione. Poco dopo la rivoluzione, fu nominato alla guida dell'Organizzazione Economica Islamica.

### Stabilimento
La Banca islamica dell'Iran fu fondata nell'aprile del 1979 per ordine del Seyyed Ruhollah Khomeini, con il supporto di Mohammad Beheshti e Morteza Motahari . Dopo l'autorizzazione del Leader della Repubblica Islamica a istituire la banca, è stato redatto uno statuto con il contributo di esperti legali e bancari, che è stato sottoposto alla Banca Centrale e al Consiglio Monetario e di Credito per l'approvazione. Il Consiglio approvò all'unanimità lo statuto nella seduta del 9 maggio 1979. Questo sviluppo è stato riportato da diversi giornali, tra cui Ettelaat (numero 15850, del 10 maggio 1979).

### Cambio di nome da Banca a Organizzazione
In quel momento il governo provvisorio dichiarò le banche nazionali. Ruhollah Khomeini escluse la Banca Islamica dalla risoluzione del governo provvisorio iraniano e dichiarò: "La Banca Islamica non sarà nazionalizzata". Il governo provvisorio concordò che la Banca Islamica dell'Iran avrebbe continuato le sue attività secondo lo statuto approvato dal Consiglio della Moneta e del Credito, con lo scopo e l'oggetto stabiliti, anche con un logo prescelto, ma non avrebbe utilizzato la parola "banca", il che significa che avrebbe svolto tutte le operazioni bancarie e di credito rimuovendo il nome della banca, e promise che, non appena i divieti fossero stati revocati, la Banca Islamica dell'Iran avrebbe operato con lo stesso nome. Sulla base delle considerazioni e delle promesse, solo la parola "banca" è stata modificata con l'espressione "Organizzazione economica". In altre parole, la banca ha continuato ad esistere in termini di sostanza, ma in termini di forma, ha mascherato l'Organizzazione economica islamica dell'Iran, in altre parole, la Banca islamica dell'Iran è una banca nella forma dell'Organizzazione economica islamica.

### La controversia da 3000 trilioni di rial
Nel 2015, un rappresentante dell'Assemblea consultiva islamica ha affermato che l'Organizzazione economica islamica ha prelevato illegalmente tremila trilioni di rial dalle risorse dei fondi Qard-ol-Hasanah e li ha utilizzati per costruire un edificio per l'organizzazione.

## Riferimenti
1. 1 2 3  (FA) Islamic Economics Organization of Iran,  https://seei.ir/about. URL consultato il 16 aprile 2025.
2. ↑  (EN) www.britannica.com,  https://www.britannica.com/topic/Islamic-Economy-Organization. URL consultato il 16 aprile 2025.
3. ↑  (EN) www.britannica.com,  https://www.britannica.com/place/Iran/Resources-and-power#ref32216. URL consultato il 16 aprile 2025.
4. 1 2  (EN) DOI:10.1007/978-3-031-17674-6, ISBN 978-3-031-17673-9,  https://link.springer.com/book/10.1007/978-3-031-17674-6.
5. ↑  (FA) Reference Media of the Central Bank,  https://www.ibena.ir/fa/news/91110/%D8%AA%D8%B1%D9%88%DB%8C%D8%AC-%D9%81%D8%B1%D9%87%D9%86%DA%AF-%D9%82%D8%B1%D8%B6%E2%80%8C%D8%A7%D9%84%D8%AD%D8%B3%D9%86%D9%87-%D8%AF%D8%B1-%DA%A9%D8%B4%D9%88%D8%B1-%D8%A7%D9%84%D8%B2%D8%A7%D9%85-%D8%A7%D8%B3%D8%AA. URL consultato il 16 aprile 2025.
6. ↑  (FA) Radiozamaneh,  https://www.radiozamaneh.com/203326/. URL consultato il 16 aprile 2025.